# Aldo Oberdorfer
Aldo Oberdorfer (Trieste, 21 novembre 1885 – Milano, 14 settembre 1941) è stato un germanista, saggista, antifascista ed ex volontario giuliano italiano.
Fu detenuto nel campo di internamento di Lanciano

## Biografia
Nato a Trieste quando la Venezia Giulia faceva ancora parte dell'impero austro-ungarico, si laureò in lettere a Firenze e in germanistica a Graz. Fu segretario dell'Università popolare di Trieste alla quale diede notevole impulso organizzando conferenze ed avvenimenti culturali. Successivamente fu insegnante di lettere presso l'Istituto tecnico di Chieti e altre città italiane.
Nel 1914 si iscrisse al partito socialista e fu propugnatore di un'idea di socialismo umanitario e moderato che professava « [...] con religioso fervore...». Nutriva nel contempo ideali irredentisti e nel 1915 non rinnovò la tessera di non-interventismo. Allo scoppio della prima guerra mondiale per le sue idee politiche non venne accettato nel battaglione dei «volontari giuliani» come avrebbe voluto, ma si contentò di lavorare presso l'alto comando militare italiano in qualità di traduttore e interprete dal tedesco.
Finita la guerra ritornò a Trieste, ormai ritornata italiana, dove Valentino Pittoni lo chiamò a collaborare col partito socialista di cui era segretario e col suo quotidiano «Il Lavoratore», un foglio importante anche per la collaborazione di vari intellettuali triestini come Scipio Slataper e Umberto Saba nonché il matematico Guido Voghera. Per questo giornale anche Oberdorfer scrisse diversi articoli e nei confronti del partito si dimostrò dirigente di statura umana e intellettuale, cui non mancò mai la stima dell'amico Giani Stuparich. Ma fu una stagione di breve durata; la nuova ala massimalista del partito mise in minoranza Pittoni che nel 1920 si dimise lasciando anche la direzione de «Il Lavoratore». Anche Oberdorfer troncò le sue collaborazioni  e pubblicò i suoi articoli sul periodico «L'Unità» di Gaetano Salvemini.
Nel 1923 diede il suo contributo alla storiografia del socialismo italiano pubblicando il volume «Il socialismo del dopoguerra a Trieste».
L'avvento del fascismo e la promulgazione delle Leggi fascistissime lo convinsero a lasciare l'Italia per qualche tempo, poi tornò e si dedicò alla traduzione in italiano di testi letterari e filosofici tedeschi. Del resto l'amore per le grandi figure dell'arte lo aveva già spinto a scrivere biografie di grandi artisti; del 1913 è il suo «Michelangelo», nel 1928 scrisse «Leonardo».
 
Appassionato di opera lirica e conoscitore del mondo della musica, nel (1933) scrisse il volume «Riccardo Wagner». Curò l'edizione di una scelta di lettere di Giuseppe Verdi disposte in ordine cronologico quanto a contenuto, con ampi commenti e annotazioni, che intitolò «Giuseppe Verdi - Autobiografia dalle lettere» (1941). Già nel 1935 era stato stato pubblicato il suo «Luigi II di Baviera, il Re folle», vita di un personaggio storicamente legato al mondo musicale di Richard Wagner.
Dopo la promulgazione delle leggi razziali del 1938, appartenendo a una famiglia di ascendenze ebraiche, fu costretto a lasciare l'insegnamento che non aveva mai abbandonato. Con due sorelle e una vecchia zia, tutte e tre a suo carico, andò a vivere a Milano.
Subito dopo l'entrata dell'Italia nella seconda guerra mondiale, l’11 giugno 1940, venne arrestato e mandato al campo di internamento di Lanciano. Nel giugno 1941 per il sopravvenuto aggravamento di un male incurabile fu concesso tardivamente il suo trasferimento all'Istituto dei tumori di Milano dove morì il 14 settembre dello stesso anno.
Fulvio Senardi ha scritto di lui: « [...] Convinto sostenitore della forza di emancipazione della cultura, ha attivamente operato per diffonderla prima come segretario dell’Università Popolare poi come redattore de «Il Lavoratore»..condurrà negli anni della dittatura un’esistenza oscura ma senza mai abdicare alla sua fede nel perfezionamento umano...».

## Riconoscimenti
- Trieste, sua città natale, gli ha intitolato una via.
- Chieti: davanti all'Istituto tecnico dove egli insegnò, è stata posta una Pietra di inciampo in suo ricordo.[4]

## Opere
- Prefazione  a Cannonate di Fedoro Tizzoni, con lo pseudonimo di Aldo D’Altavilla, Caprin, Trieste, 1910
- Michelangelo, Milano, Arnoldo Mondadori, 1913.
- Machiavelli nel pensiero politico di Fichte, 'Rivista d'Italia', 1916.
- Il socialismo del dopoguerra a Trieste, Firenze, Vallecchi, 1923.
- Istituto italiano per il libro del popolo (a cura di), Vita di Beethoven, Milano, Morreale, 1923.
- Leonardo, Milano, Arnoldo Mondadori, 1928.
- Riccardo Wagner, Mondadori, 1933.
- Luigi II di Baviera, il Re folle, Milano, Arnoldo Mondadori, 1935.
- Aldo Oberdorfer (a cura di), Giuseppe Verdi - Autobiografia dalle lettere, Arnoldo Mondadori, gennaio 1941.

### Traduzioni
- Immanuel Kant, Prolegomeni di ogni futura metafisica, Lanciano, Carabba, 1914.
- AA.VV., Antologia di prose e poesie tedesche d'autori moderni, a cura di Aldo Oberdorfer, Firenze, Remo Sandron, 1930.
- Alfred Döblin, I giganti, romanzo, collana Medusa, traduzione di Aldo e Cesira Oberdorfer, Milano, Mondadori, 193.
- Frank Leonhard, I masnadieri, romanzo, collana Medusa, Milano, Mondadori, 1934.
- Heinrich Eduard Jacob, Biografia del caffè, traduzione e aggiunta sul caffè e il caffè in Italia di Aldo Oberdorfer, Milano, V. Bompiani, 1936.
- Friedrich Meinecke, Cosmopolitismo e stato nazionale - Studi sulla genesi dello stato nazionale tedesco, collana Medusa, Perugia/Venezia, La muova Italia, 1930.
- Friedrich Meinecke, 1 - Nazione, stato e cosmopolitismo nello svolgimento dell'idea di stato nazionale, Perugia/Venezia, La Nuova Italia, 1930.
- Friedrich Meinecke, 2 - Stato nazionale prussiano e stato nazionale germanico, Perugia/Venezia, La Nuova Italia, 1930.
- Erwin Rohde, Psiche. Vol. 1: Culto delle anime presso i greci, collana Biblioteca Universale Laterza, Bari, Laterza, 1989.
- Erwin Rohde, Psiche. Vol. 2: Fede nell'Immortalità presso i greci, collana Biblioteca Universale Laterza, Bari, Laterza, 1989.
- Friedrich Nietzsche, Ecce Homo, come si diventa ciò che si è, Torino, Fratelli Bocca, 1922.
- Stefan Zweig, Hölderlin, Napoli, Tullio Pironti, 2015.

### Annotazioni
1. ↑  Giani Stuparich: « [...] Alla redazione de «Il Lavoratore» ci andavo soprattutto per lui [...]. Uomo di lettere, sensibilissimo all’arte [...] Aldo Oberdorfer veniva al socialismo da quella visione della vita che supera tutte le amarezza della realtà per una profonda, ostinata, innocentissima fede nel miglioramento umano...».Senardi, 2016, p. 143.
2. ↑  Ancora Stuparich: « [...] Uomini d’estrema sinistra contando sugli istinti scatenati dalla guerra, spingevano al sangue e alla rivoluzione. Chi più di tutti là, nella fucina del giornale socialista, soffriva di tale momento era Aldo Oberdorfer...»Senardi, 2016, p. 143n.
3. ↑  Una delle sorelle, Cesira, era anche lei traduttrice.

### Fonti
1. 1 2 3 4 5 6   Aldo Oberdorfer (a cura di), Giuseppe Verdi - Autobiografia dalle lettere, collana Biblioteca Universale Rizzoli, Nota dell'Editore, Edizioni Rizzoli, gennaio 1951,  p. 5.
2. 1 2 3   Andrea Gobet, Tra «novatori» e «neroniani». Socialisti e comunisti nel primo dopoguerra a Trieste, in Qualestoria, n. 1, Università degli studi di Trieste, giugno 2012,  p. 11n.
3. 1 2 3   Profili biografici dei Segretari, Aldo Oberdorfer, su Università popolare di Trieste. URL consultato il 29 marzo 2022 (archiviato dall'url originale il 25 maggio 2022).
4. 1 2 3 4   Filippo Paziente, Giornata della memoria in ricordo di Aldo Oberdorfer, su Chieti to day, 26 gennaio 2021. URL consultato il 31 marzo 2022.
5. ↑   Fulvio Senardi, La saggistica politico-civile di Giani Stuparich, Trieste, 2016,  p. 139. URL consultato il 29 marzo 2022.
6. ↑   Andrea Gobet, Pittoni Valentino, su Dizionario biografico Treccani, vol. 84, 1º gennaio 2015. URL consultato il 30 marzo 2022.
7. ↑   Gianni Orecchioni, I sassi e le ombre. Storie di internamento e di confino nell’Italia fascista, Lanciano 1940-1943, Roma, Edizioni di storia e letteratura, 2006. Gianni Orecchioni, I sassi e le ombre. Storie di internamento e di confino nell’Italia fascista, Lanciano 1940-1943, Roma, Edizioni di storia e letteratura, 2006.
8. ↑   Fulvio Senardi, a cura di, Incontro su Aldo Oberdorfer - Trieste, 4 ottobre 2011 (JPG), su Istitutogiuliano.it. URL consultato il 3 aprile 2022.